# Гемега, Виталий Анатольевич
Вита́лий Анато́льевич Геме́га (укр. Віталій Анатолійович Гемега; род. 10 января 1994, Степанки, Винницкая область) — украинский футболист, полузащитник клуба «Подолье» (Хмельницкий).

## Игровая карьера

### Ранние годы
Виталий Гемега родился 10 января 1994 в селе Степанки Винницкой области. С трёх лет отец начинал прививать Виталию любовь к футбол. После этого Гемега учился в школе винницкой «Нивы». В 11-летнем возрасте продолжил обучение в академии киевского «Динамо». Первым тренером Гемеги в Киеве был Александр Васильевич Петраков. Далее футбольным воспитанием Гемеги занимались Сергей Николаевич Журавлёв и Юрий Петрович Еськин.

### «Динамо-2»
Летом 2011 года после окончания академии её выпускники проходили отбор, после которого оставили лишь Гемега и Алексей Хобленко были включены в заявку «Динамо-2» минуя молодёжное первенство. Дебют Гемеги в первой лиге состоялся 30 июля 2011 года в матче против белоцерковского «Арсенала». Футболист довольно быстро стал игроком основного состава и в первом же своём сезоне провёл 25 матчей, в которых забил три мяча. В следующем чемпионате Гемега стал и вовсе незаменимым в команде Андрея Гусина. Он сыграл во всех матчах «Динамо-2» осенней части сезона 2012/13, став единственным, кто неизменно выходил на поле в стартовом составе. В конце ноября 2012 года Виталий продлил контракт с клубом до 21 декабря 2017 года.

### «Говерла»
Летом 2015 вместе с группой других игроков «Динамо» из 12 человек ушёл в аренду в ужгородскую «Говерлу». В украинской Премьер-лиге дебютировал 19 июля 2015 в матче первого тура чемпионата против днепропетровского «Днепра» (1:1), в котором сразу отметился голом, а на 80 минуте был заменен на другого «динамовца» Павла Полегенько.

### «Нива»
31 августа 2018 года пополнил состав винницкой «Нивы». 5 февраля 2019 года полузащитник покинул клуб, но вернулся 11 сентября 2020. С 9 июля 2021 года Виталий снова был вне клуба, но вернулся 2 сентября.

## Международная карьера
С 2009 года Гемега выступал за сборные Украины разных возрастов.